# James Fillis
James Fillis (ur. 1834 w Londynie, zm. 1931 w Paryżu) – teoretyk jeździectwa, autor hasła "en avant", które z fr. można przetłumaczyć jako "zawsze naprzód".

## Życiorys
Jego ojciec był zamożnym adwokatem, bywającym często na wyścigach. W 1841 ojciec zmarł, nie pozostawiając rodzinie środków do życia. Po śmierci ojca Fillis spędził dwa lata u przyjaciela rodziny, właściciela stajni koni wyścigowych. Następnie trafił do bogatego handlarza końmi, Hrynesa, u którego zajmował się głównie transportem koni (co wówczas odbywało się poprzez wysyłanie koni marszem, tj. pod jeźdźcem). Dzięki tej pracy Fillis miał okazję zwiedzić wiele europejskich miast i poznać m.in. François Bauchera, jednego z najsłynniejszych francuskich jeźdźców XIX wieku.
W wieku dorosłym Fillis pracował w Cirque Olympique Antonio Franconiego, gdzie ujeżdżał konie i występował na arenie. Tam też opracował swój system ujeżdżania koni. Pod koniec XIX wieku Fillis był już uznanym w Europie ujeżdżaczem. Cesarz Franciszek Józef podarował mu ogiera własnego chowu imieniem Maestoso II.
W 1897 Fillis przeniósł się do Rosji. Zaczął współpracę z cyrkiem Ciniselliego w Petersburgu. Wkrótce został odznaczony Orderem św. Stanisława. W latach 1898–1910 sprawował funkcję starszego instruktora w Oficerskiej Szkole Kawalerii. W wieku 66 lat osobiście ujeżdżał konie wielkiego księcia Mikołaja Mikołajewicza, stryja cara Mikołaja II.